# Либрици
Либрици (итал. Librizzi) је насеље у Италији у округу Месина, региону Сицилија.
Према процени из 2011. у насељу је живело 310 становника. Насеље се налази на надморској висини од 481 м.

## Становништво
Према резултатима пописа становништва 2011. у општини је живело 1.771 становника.
| 1936. | 1951. | 1961. | 1971. | 1981. | 1991. | 2001. | 2011. |
| ----- | ----- | ----- | ----- | ----- | ----- | ----- | ----- |
| 3.301 | 3.272 | 2.814 | 2.211 | 2.112 | 2.161 | 1.908 | 1.771 |